# Gabriel Bacquier
Gabriel Bacquier (* 17. Mai 1924 in Béziers, Département Hérault; † 13. Mai 2020 in Lestre) war ein französischer Opernsänger mit der Stimmlage Bariton.

## Leben
Bacquier interpretierte Partien seines Fachs von zahlreichen Komponisten verschiedener Epochen. Darunter befinden sich Werke von Wolfgang Amadeus Mozart, Jacques Offenbach, Georges Bizet, Jules Massenet und Maurice Thiriet.
Bacquier hat regelmäßig an den größten Opernhäusern gastiert, darunter der Wiener Staatsoper, der Mailänder Scala, dem Royal Opera House und der Metropolitan Opera.
Als einer der renommiertesten Baritone des 20. Jahrhunderts wurde Bacquier Offizier des Ordre national du Mérite und Commandeur des Ordre des Arts et des Lettres sowie Chevalier der Ehrenlegion.

## Rollen (Auswahl)

### Uraufführungen
- 1958: André Messager: Isoline
- 1959: Maurice Thiriet: La véridique histoire du Docteur
- 1961: Jean-Pierre Rivière: Pour un Don Quichotte – La Piccola Scala, Mailand
- 1963: Gian Carlo Menotti: Le dernier sauvage – Opéra-Comique Paris, als Abdul
- 1969: Daniel-Lesur: Andréa del Sarto – Opéra de Marseille
- 1980: Paul Danblon: Cyrano de Bergerac – Opéra Royal de Wallonie, Liège
- 1982: Jean-Michel Damase: L'Escarpolette – Produktion für das Fernsehen
- 1991: Jean-Michel Damase: L'as-tu revue? – Opéra-Comique

### Repertoire
| Bellini: - Riccardo in I puritani Berlioz: - Méphistophélès in La damnation de Faust - Somarone in Béatrice et Bénédict Bizet: - Zurga in Les pêcheurs de perles - Escamillo in Carmen Charpentier: - Le père in Louise Debussy: - Golaud und Arkel in Pelléas et Mélisande Delibes: - Nilakantha in Lakmé Donizetti: - Dulcamara in Der Liebestrank - Alphonse XI in La favorite - Titelpartie in Don Pasquale Enescu: - Tirésias in Oedipe Gounod: - Valentin in Faust - Ourrias in Mireille Honegger: - Roi Pausole in Les Aventures du Roi Pausole Mascagni: - Alfio in Cavalleria rusticana Massenet: - Lescaut in Manon - Titelpartie und Albert in Werther - Athanaël in Thaïs - Unbekannte Rolle in La Navarraise - Sancho Panza in Don Quichotte Meyerbeer: - Saint-Bris in Les Huguenots |  | Mozart: - Conte Almaviva in Le nozze di Figaro - Titelpartie und Leporello in Don Giovanni - Don Alfonso in Così fan tutte Mussorgski: - Titelpartie in Boris Godunow Jacques Offenbach: - Agamemnon in La Belle Hélène - Don Andrès de Ribeira in La Périchole - Coppélius/Dapertutto/Lindorf/Miracle in Les contes d'Hoffmann Prokofjew: - König Treff in Die Liebe zu den drei Orangen Puccini: - Marcello in La Bohème - Scarpia in Tosca - Sharpless in Madama Butterfly - Michele in Il tabarro - Titelpartie in Gianni Schicchi Ravel: - Ramiro in L’heure espagnole Rossini: - Figaro und Bartolo in Il barbiere di Siviglia - Titelpartie in Wilhelm Tell Saint-Saëns: - Oberpriester des Dagon in Samson et Dalila - Smetana's The Bartered Bride Verdi: - Germont in La traviata - Titelpartie in Rigoletto - Fra Melitone in La forza del destino - Iago in Otello - Titelpartie in Falstaff Wagner: - Wolfram von Eschinbach in Tannhäuser |

## Tonträger (Auswahl)
- L’Art de Gabriel Bacquier, Ausschnitte und Arien aus Opern, Operetten und anderem bei Decca Records (2012).

## Video (Auswahl)
- Giuseppe Verdi: Falstaff (Deutsche Grammophon 1979). Regie: Götz Friedrich